# 北海タイムス物語
『北海タイムス物語』（ほっかいタイムスものがたり）は、増田俊也の長編小説。2017年度北海道ゆかりの本大賞受賞作。

## 概要
北海道大学を中退後に増田が入社した北海道の新聞社・北海タイムスを舞台にした青春小説、経済小説。北大柔道部時代をモチーフとした七帝柔道記（角川書店）の続編的作品にあたる。
北海タイムスは増田が中日新聞社に転職した数年後、経営破綻して休刊した。インタビューで「小説のなかではあるが北海タイムスをいつまでも存続させたい。それが私の役割だと思っている」と述べている。
2019年2月11日から22日にかけ、ラジオドラマ化されたものがNHK-FMの『青春アドベンチャー』で放送された。

## ストーリー
早稲田大学出身の野々村巡洋は、全国紙の入社試験に落ち、1社だけ合格した北海タイムス社に記者職として入社する。翌年には全国紙を再受験するつもりの腰掛け入社だった。しかし配属されたのは編集局整理部という紙面編集をする内勤部署で、取材記者志望だった主人公はショックを受ける。さらに年収は社会部長や編集局長でさえ200万円という低賃金だと知り、愕然とする。

## 登場人物
野々村巡洋
本作の主人公。いくつもの全国紙の大手新聞社の入社試験に落ちまくって、唯一受かった北海タイムス社に入社。当初は翌年に全国紙を再受験するための腰掛のつもりであった。記者志望であるにもかかわらず内勤の整理部に配属されてしまう。
権藤
野々村の配属先である整理部での教育係、Mrタイムスの異名を持つ。幼少の頃同じくタイムスの社員だった父親を洞爺丸沈没事故で亡くしており、中学の時はタイムス新聞配達のアルバイトをして、その稼ぎと奨学金で高校へ進学してタイムス社に正式に入社した。
マツダ
北海道大学柔道部出身。大学を中退して追加合格で入社。野々村とは名目上同期にあたり共に整理部に所属している。経歴が類似することから作者自身がモデルと思われる。